# Porte de Clignancourt (metrostation)
Porte de Clignancourt is een eindstation van de metro in Parijs langs de metrolijn 4, onder de Boulevard Ornano in het 18de arrondissement. Het is een zeer druk station, vooral in het weekend en op maandag komen er veel mensen langs die op weg zijn naar de naastgelegen vlooienmarkt van Saint-Ouen. Het station is redelijk berucht vanwege z'n zakkenrollers en bedelaars. Bij de uitgangen staan meestal mensen die de visitekaartjes van maraboets uitdelen. Op 2 november 1979 is naast de metroingang van dit station Jacques Mesrine, in de jaren 70 bestempeld als staatsvijand nr 1, door de politie doodgeschoten.

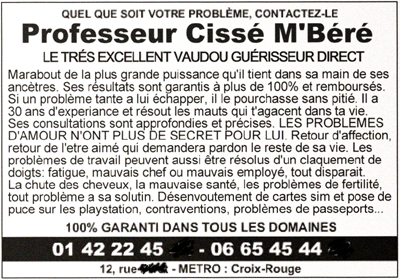
Een visitekaartje van een maraboet (voorbeeld, en niet verkregen aan dit station)

Porte de Clignancourt · 
Simplon · 
Marcadet - Poissonniers · 
Château Rouge · 
Barbès - Rochechouart · 
Gare du Nord · 
Gare de l'Est · 
Château d'Eau · 
Strasbourg - Saint-Denis · 
Réaumur - Sébastopol · 
Étienne Marcel · 
Les Halles · 
Châtelet · 
Cité · 
Saint-Michel · 
Odéon · 
Saint-Germain-des-Prés · 
Saint-Sulpice · 
Saint-Placide · 
Montparnasse - Bienvenüe · 
Vavin · 
Raspail · 
Denfert-Rochereau · 
Mouton-Duvernet · 
Alésia · 
Porte d'Orléans ·
Mairie de Montrouge ·
Barbara ·
Bagneux - Lucie Aubrac